# Divizia A 1977-1978
La Divizia A 1977-1978 è stata la 60ª edizione della massima serie del campionato di calcio rumeno, disputato tra il 21 agosto 1977 e il 15 giugno 1978 e concluso con la vittoria finale della Steaua București, al suo nono titolo.
Capocannoniere del torneo fu Dudu Georgescu (Dinamo București), con 24 reti.

## Formula
Le squadre partecipanti furono 18 e disputarono un turno di andata e ritorno per un totale di trentaquattro partite.
Le ultime tre classificate retrocedettero in Divizia B.
Le qualificate alle coppe europee furono quattro: la vincente alla coppa dei Campioni 1978-1979, seconda e terza alla Coppa UEFA 1978-1979 e la vincente della coppa di Romania alla coppa delle Coppe 1978-1979.

## Squadre partecipanti
| Club                  | Città       | Stadio | Posizione 1976-1977 |
| --------------------- | ----------- | ------ | ------------------- |
| Steaua Bucarest       | Bucarest    |        | 2°                  |
| ASA Târgu Mureș       | Târgu Mureș |        | 4°                  |
| FC Constanța          | Costanza    |        | 8°                  |
| Petrolul Ploiești     | Ploiești    |        | Divizia B           |
| Dinamo Bucarest       | Bucarest    |        | Campione di Romania |
| Sportul Studențesc    | Bucarest    |        | 7°                  |
| UTA Arad              | Arad        |        | 12°                 |
| Universitatea Craiova | Craiova     |        | 3°                  |
| FC Argeș Pitești      | Pitești     |        | 11°                 |
| Olimpia Satu Mare     | Satu Mare   |        | Divizia B           |
| CS Târgoviște         | Târgoviște  |        | Divizia B           |
| Jiul Petroșani        | Petroșani   |        | 5°                  |
| FC Bihor Oradea       | Oradea      |        | 9°                  |
| SC Bacău              | Bacău       |        | 10°                 |
| FCM Reșița            | Reșița      |        | 13°                 |
| Corvinul Hunedoara    | Hunedoara   |        | 14°                 |
| Politehnica Timișoara | Timișoara   |        | 6°                  |
| Politehnica Iași      | Iași        |        | 8°                  |

## Classifica finale
|    | Classifica            | G  | V  | N  | P  | GF | GS | Dif | Pt |
| -- | --------------------- | -- | -- | -- | -- | -- | -- | --- | -- |
| 1  | Steaua București      | 34 | 17 | 7  | 10 | 75 | 49 | +26 | 41 |
| 2  | FC Argeș Pitești      | 34 | 18 | 5  | 11 | 60 | 49 | +11 | 41 |
| 3  | Politehnica Timișoara | 34 | 16 | 6  | 12 | 48 | 38 | +10 | 38 |
| 4  | Sportul Studențesc    | 34 | 18 | 2  | 14 | 49 | 42 | +7  | 38 |
| 5  | Dinamo București      | 34 | 15 | 6  | 13 | 50 | 40 | +10 | 36 |
| 6  | Universitatea Craiova | 34 | 14 | 7  | 13 | 43 | 34 | +9  | 35 |
| 7  | Jiul Petroșani        | 34 | 14 | 6  | 14 | 53 | 49 | +4  | 34 |
| 8  | Corvinul Hunedoara    | 34 | 11 | 12 | 11 | 44 | 43 | +1  | 34 |
| 9  | CS Târgoviște         | 34 | 13 | 8  | 13 | 28 | 33 | -5  | 34 |
| 10 | UTA Arad              | 34 | 13 | 8  | 13 | 49 | 55 | -6  | 34 |
| 11 | SC Bacău              | 34 | 13 | 8  | 13 | 47 | 55 | -8  | 34 |
| 12 | ASA Târgu Mureș       | 34 | 13 | 7  | 14 | 48 | 40 | +8  | 33 |
| 13 | Olimpia Satu Mare     | 34 | 14 | 5  | 15 | 41 | 47 | -6  | 33 |
| 14 | FC Bihor Oradea       | 34 | 15 | 3  | 16 | 39 | 56 | -17 | 33 |
| 15 | Politehnica Iași      | 34 | 12 | 8  | 14 | 43 | 39 | +4  | 32 |
| 16 | FC Constanța          | 34 | 14 | 4  | 16 | 42 | 49 | -7  | 32 |
| 17 | Petrolul Ploiești     | 34 | 11 | 8  | 15 | 41 | 46 | -5  | 30 |
| 18 | FCM Reșița            | 34 | 8  | 4  | 22 | 29 | 65 | -36 | 20 |

### Verdetti
- Steaua București Campione di Romania 1977-78.
- FC Constanța, Petrolul Ploiești e FCM Reșița retrocesse in Divizia B.

### Qualificazioni alle Coppe europee
- Coppa dei Campioni 1978-1979: Steaua București qualificato.
- Coppa UEFA 1978-1979: FC Argeș Pitești e Politehnica Timișoara qualificate.